# Canotier

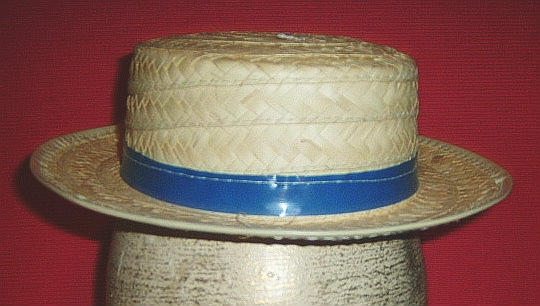
Un ejemplar.

El canotier (también conocido como boat o gondolero) es un sombrero de paja de copa recta, parte superior plana y ala corta, plana y rígida, normalmente adornado con una cinta de color, o negra. Es similar al sombrero cordobés de España.

## Historia
Surgió en 1880 y era propio de los gondoleros de Venecia (Italia), que lo solían adornar con una cinta larga (nastro del doppio), para distinguirse de los oficiales de marina. También es símbolo de los colegiales de Oxford. A finales del siglo XIX, el sombrero se puso de moda en Francia, por la exaltación de la navegación “du canotaje”, de ahí su nombre. Paralelamente los inmigrantes italianos lo pusieron de moda en América, donde obtuvo su máximo esplendor en la primera mitad del siglo XX.
Se trata de un sombrero muy elaborado, hecho con paja sennit trenzada como el rostik japonés. Se cosían las tres partes del sombrero: tapa, copa y ala por separado y después, se unían con caucho. Se solía adornar con una cinta negra o de color azul o de rayas que a menudo representan una escuela, una tripulación de remo o una institución. La máquina con la que se cosía el canotier estaba creada específicamente para este tipo de sombrero. En el museo de la paja de Florencia, se exhibe una extraordinaria colección de estas máquinas.
Se solía usar en verano por navegantes y deportistas, usándolo tanto mujeres como hombres, marcando un alto nivel social. También era utilizado por la clase media en sus comidas campestres, excursiones de fin de semana o acontecimientos más formales.

## El sombrero de la gente
Con el tiempo, el canotier fue utilizado por todas las clases sociales. Era utilizado por los actores musicales del vodevil, así como por los agentes del FBI en los tiempos de la pre-guerra. En el mundo del cine, los actores Gene Kelly, Fred Astaire o Maurice Chevalier fueron los máximos representantes del canotier. En películas como “Inherit the Wind”(1960), de Stanley Kramer o “The Music Man”(1962), de Robert Preston, el canotier se convirtió en un complemento indispensable. En Francia está representado en célebres cuadros de Auguste Renoir. En Italia el mayor portador del canotier es el ingeniero Stefano  Zacchè.
Coco Chanel eligió el canotier como símbolo de la nueva era, consiguiendo imponer el sombrero como uno de los símbolos de la nueva mujer. El primer triunfo de Coco se produjo durante una visita al hipódromo antes de la I Guerra Mundial. Solo tocada con un sombrero canotier y un sencillo traje sastre se enfrentó a plumas, rellenos y damas encorsetadas. Todo París comenzó a hablar de sus sombreros.